# Вилађо Верзолмар (Савона)
Вилађо Верзолмар је насеље у Италији у округу Савона, региону Лигурија.
Према процени из 2011. у насељу је живело 40 становника. Насеље се налази на надморској висини од 200 м.